# الصفيراء (بدبدة)

تعديل مصدري - تعديل

الصفيراء هي إحدى قرى عزلة اهل علي بمديرية بدبدة التابعة لمحافظة مأرب، بلغ تعداد سكانها 643 نسمة حسب تعداد اليمن لعام 2004.